# Triaspis apionis
Triaspis apionis är en stekelart som först beskrevs av Camillo Rondani 1872.  Triaspis apionis ingår i släktet Triaspis och familjen bracksteklar. Inga underarter finns listade i Catalogue of Life.